# Aïn Kihal
Aïn Kihal è un comune dell'Algeria, situato nella provincia di ʿAyn Temūshent.